# 臨江門
臨江門，是十七座重慶城門之一，甕城北向，面江，十七座城門中，只有這一甕門是正向，其餘都是側向，城門上書「江流砥柱」四字。從嘉陵江上游來重慶，首經此門，城門距江於較遠。城外臨江門正街，較其他城門外正街為繁盛，碼頭也多，正碼頭外，有石灰碼頭、大碼頭、新碼頭等。入城經臨江橫街到夫子池通城中，經石板街到城北，經七星坎、定遠碑到城西。出此門也可通陸，沿嘉陵江南岸轉向北到合川，通川北。但出此門道路很為崎嶇難走。，到處是夾谷，更受嘉陵江流形的限制，不能展通縣西北，沒有採取此道的必要，與出南紀門之能展通縣西南一片不同。所以此門雖能通陸，但並不重要。

## 歷史[3]
重慶城歷史悠久，長期繁盛，宋末提到洪崖門，沒有提到臨江門。明初洪武四年(1371年)指揮戴鼎築城，附郭（内为之城,城外为之郭）設二廂．長江邊為外江廂，嘉陵江邊為內江廂，臨江門在城北垣偏東，城外屬內江廂。清代附郭設15廂，嘉陵江邊為西水廂、千廝廂、洪崖廂、臨江廂、定遠廂。臨江門外屬臨江廂．東接洪崖廂，西接定遠廂。
臨江門地勢較其他各門高，距江邊較遠，九座開門中，嘉陵江邊只有兩座，臨江門和千廝門，所以這兩座門，來往進出行人，物資非常頻繁，臨江門城外頗為熱鬧，儼然一個規模較大的鎮。
隨著重慶舊城改造，1992年重慶城臨江門外陸續拆除。

## 城門景觀[4]
城門高10丈，城垣依山環繞，居高臨下，氣勢磅礴。史料載：「從江上遙望，城門邈在天際。城牒圜闠、廓外千舟競渡，蔚為壯觀。城門門額上書「江流砥柱」四個醒目威嚴大字。城樓有清末詩人吳恭亨撰寫的楹聯：
城樓楹聯

好客易搜出詩來，寫點江山景物。不得已推將（開）天去，讓它樓閣崢嶸。

從古城門的題額和楹聯，我們亦可遙想臨江門的雄姿和秀麗風光。從城門俯瞰江北．肯定是覽秀環翠，江上百舸爭流，帆影點點，「千頃波匯東流，雄吞江濤入胸中」。

## 川江號子
- 臨江門，糞碼頭，積肥利耕[5]
- 臨江門，糞碼頭，肥田有本 [6]
- 臨江門，糞碼頭，臭得死人 [6]

糞塘灣是臨江門的一個糞碼頭，因地勢低，彙集上半城陰溝里流來的糞水，裝船。這糞水自然是要賣錢的了。糞是肥，是金，當初稱大糞叫財喜。糞老闆心黑，為多賺「財喜」，往糞水裡大量兌水兌泥沙。兌與對諧音，而糞塘灣的生意很火，名聲很響，所以甩出一個「言子」，一個重慶掌故，“兌了又兌”，舊時那種「兩兄弟好呀好得不得了呀」的鐵哥們兒，稱「對紅心」。二人相見，當胸一拳： 「吔，對紅心，你哥子硬是糞塘灣的生意——對(兌)了又對(兌)呵!」
重慶建市，頒布了組織社會團體、同業公會的法規。糞腦殼們也成立了「重慶市運肥業職業公會」，會址在厚慈街，選楊金山為理事長，會員千餘人，並按行幫規矩正名為「五花幫」，意為糞便是五穀所成，糞便復為五穀之肥。還把農曆十月初一日牛王生日訂為會期，祀奉牛王及關聖帝君，因為把頭們都是袍哥，必須請關帝爺享受臭香火。